# Koritno, Majšperk
Koritno je gručasto naselje na desnem bregu Dravinje in zahodno od Brega v Občini Majšperk. Območje je del tradicionalne dežele Štajerske. Sedaj je skupaj z ostalo občino vključena v Podravsko statistično regijo. V dolini prevladujejo travniki in pašniki, višje pa gozdovi in vinogradi.